# 陸軍身体検査規則

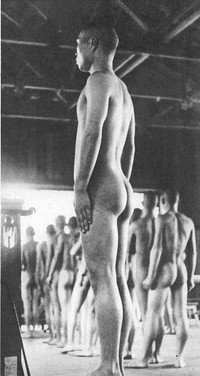
1941年頃の日本で行われていた徴兵検査の光景

陸軍身体検査規則（りくぐんしんたいけんさきそく）（昭和3年陸軍省令第9号）とは、陸軍において、徴兵検査における身体検査（徴兵身体検査）、陸軍志願者身体検査および陸軍航空勤務者身体検査について定めた陸軍省令である。

## 徴兵身体検査

### 背景
徴兵で兵にとられることに本心は拒絶する者も少なくなく、徴兵制度が開始されて以降、なんとかして徴兵を逃れようとする者は後を絶たなかった。
陸軍側は兵数を確保するためにも、偽装徴兵逃れを許すわけにはいかず、それらを看破する手段を持つことが強く望まれていた。
本規則はこのような陸軍の意向に沿う形で作られた軍医のための、身体検査マニュアルである。
それまで一般社会にて生活してきた被験者にとっては、牛馬の品定めのごとく体の各器官を点検されるという体験は、屈辱的な体験であり後に軍の思い出として語られることとなった。もっとも、軍医からすれば（場所によっては）膨大な人数の対象者を一々検査するため、機械的な検査にならざるを得なかった点もある。

### 手法
検査を受けることは国民（厳密には男性）の義務であり、従わぬ、あるいは躊躇する者には容赦なく罵声が浴びせられ、さらには木刀で強打されることもあったという。

#### 体格
徴兵された新兵は、現代の健康診断でも行われているのと同様に身長、体重、胸囲、視力などを測定した。
視力は裸眼視力0.6以上、20度（現在の単位だと±２Dに相当）の眼鏡をかけて各眼0.8以上で色盲でないこととされた。後に戦局の悪化に伴い色盲の条件は廃止された。
体格についても脂肪過多、扁平足、腫瘍、禿頭などの異常が無いことを求められた。
身長は155センチ以上を優良とし、145.5センチ以上が合格とされた。
アメリカ軍の基準が170センチ以上だったことを考えると、欧米の検査基準に比べると著しく低いが、当時の日本人の平均からするとこれが許容できる範囲だった。
これですら、戦局悪化に伴い条件が緩和されていった。

#### 身体欠損
五体満足であり、身体に欠損箇所が無いことが求められた。
このため、徴兵逃れのために自分の指を切り落とす者も現れたほどであったが
戦局の悪化に伴い、小指など一部欠損者については合格とされるようになった。
右手の親指か人差し指が欠損している場合は銃を持つことが出来ないため不合格とされた。
入れ墨は欠損とはならなかったが、漁師が身元確認のために入れているなどの理由が無い限り、犯罪者予備軍のような扱いを受けた（自衛隊では不合格となる）。

#### 性病検査
性病の有無も重要な検査項目であり、軍医の前に立たされ、一切の衣類を脱ぎさる旨の指示を受ける。
丸裸にされた被験者は体の隅々の器官を軍医の鋭い目のもとにて観察検査されることになる。
特に、陰部および肛門部は詳細に検査され、性病や痔疾の有無がチェックされた。これを世間ではM検と呼んだ。
以下、規則第二十三条を元に検査の具体的手法の一部を紹介する。

##### 陰部之検査
陰部を検査する際には、被験者に褌を取るように指示し、両足を開き、軍医の前に立つように命令した。鼠蹊部・陰茎・陰嚢・精系・睾丸・副睾丸の異常の有無を慎重に観察・触診し検査する。
その後「排尿に困難はないか、残尿はないか」と詰問する。
続いて、軍医は自らの手を用いて、被験者の陰茎の尿道球部より口部に向かって尿道を按圧して、膿が無きこと硬結の無きことを検査する。
必要があるならば、その場で排尿を指示し、その尿の性状を検査した。
（この検査は現代人の感覚からすれば耐え難い屈辱である。だが、当時の医療水準では大変重要な検査であった。この検査は性病の有無の確認を主目的としている事が推測できる。当時の性病は有効な治療法が乏しく、戦地で性病が蔓延した場合、軍の運営上の危機に直結する。このような事情から上記のような検査が行われたのであろう。）

##### 肛門之検査
肛門と会陰を検査する際には、丸裸の被験者に体を前屈して両手を床上にて支えて臀部を高く上げるようにまず指示する。
軍医は、自らの両手で臀部におき、肛門部を大きく左右に開いて、痔核・痔瘻・脱肛、その他病変の有無を詳細に検査した。

#### 体力検査
欠損が無く体格が許容範囲であっても一定以上の体力が無いと軍務は不可能であるため、筋力などを見る簡単な検査が行われた。
体力検査は地域によってやや異なり、農家の多い加古川で検査を受けた三島由紀夫は十貫（約40キロ）の砂を入れた米俵を持ち上げるなどの体力検査を受けた。

#### 呼吸器系
入営後は集団生活を送るため結核などの呼吸器系の感染症は蔓延しやすく、呼吸器が弱い者は長時間の行軍が出来ないため、身体検査と同時に検査が行われていた。特に結核と思しき症状は周囲への感染を防ぐため即日帰郷となった。
三島由紀夫は検査に合格したが、招集の数日前に母親からうつされた風邪を軍医が肺病と誤診し即日帰郷となった。また宮沢賢治は第二乙種合格で免除された後、病院で検査を受けると胸膜炎が発覚するなど、厳しく判定されたことで兵役免除となった者も多い。